# Gastaldato di Teate
Il Gastaldato di Teate o di Chieti, da come questa città venne iniziata a chiamare dall'epoca medievale in poi, fu un'istituzione amministrativa dell'Abruzzo Citeriore, operata dai duchi longobardi di Benevento dopo l'occupazione d'Italia nel VI secolo. Dopo la caduta dei Longobardi, Chieti e il suo territorio divennero sede della contea, sottoposta alla Marca Fermana, e dal IX secolo la città fu amministrata dalla dinastia dei Conti Attoni, sino alla conquista normanna nel 1075, quando ultimo conte Teatino era Trasmondo III.

## Storia

### Territorio della Gataldia
Con la costituzione del ducato di Benevento e della Langobardia Minor, anche l'antica Teate divenne sede amministrativa di un gastaldato sotto l'autorità di Benevento, uno dei 7 della zona abruzzese (Amiterno, Marsia, Valva, Aprutio, Penne, Guasto d'Aimone) di tale ducato, e aveva a confine meridionale la Maiella fino al castello di Luparello (oggi Civitaluparella), le Portelle (San Vito Chietino), la valle di Taranta Peligna, il Monte Coccia di Campo di Giove, il Monte Orsa (Pratola) fino a Stafilo; a nord-est l'Adriatico di Castro Belfiore (Silvi Paese), più a sud Pescara e a sud-est il fiume Trigno del Vasto. Tra le città maggiori del gastaldato c'erano Ortona, Lanciano e Vasto. Quest’ultima, durante il periodo longobardo fu fortificata ed eretta a gastaldato (da cui il nome Guasto, poi Vasto), inserita nel Ducato di Benevento. Dopo l'invasione di Pipino, Chieti fu definitivamente liberata dall'occupazione longobarda del ducato di Benevento (un fatto avvenuto nell'ambito della guerra contro il duca Grimoaldo), assoggettata ai Franchi, e fu sede della "Marca Teatina".
Secondo lo storico Anton Ludovico Antinori la marca teatina si era stabilita prima del 973, e che di essa facevano parte le città che prima dipendevano dal ducato di Benevento e Spoleto, non esclusa appunto Lanciano. Quest'ultima per il suo pregio economico e politico fu eletta "nobile gastaldia", ma fu sempre soggetta al marchesato di Chieti.

### Costituzione della Gataldia

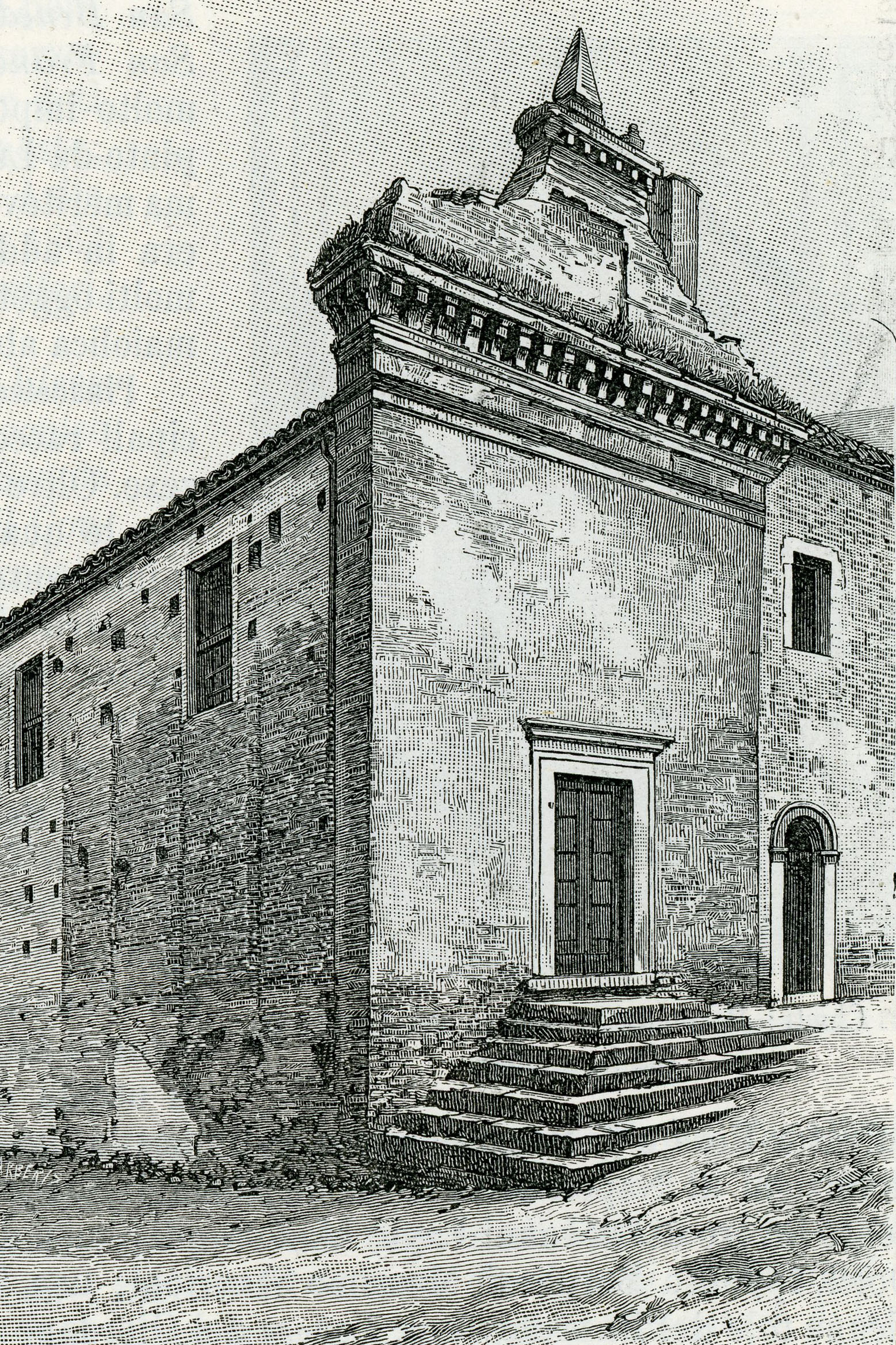
Immagine storica della chiesa di San Paolo, eretta sopra i tempietti giulio-claudi, in particolare sopra quello dei Dioscuri

Dopo la caduta dell'Impero Romano nel 476 d.C., Teate subì varie invasioni barbariche: i Visigoti e gli Eruli; successivamente entrò nel dominio del Ducato di Benevento. L'equilibrio cittadino dopo la perdita del controllo romano si sfaldò ben presto, le costruzioni antiche andarono distrutte, la cavea dell'anfiteatro divenne una necropoli, e cava di materiale per la costruzione di nuovi edifici, soprattutto chiese. 
I Goti di Cassiodoro si stanziarono lungo le coste del Sannio, e occuparono probabilmente anche Teate, benché fonti certe si riferiscano alle occupazioni di Lanciano e Ortona. La città romana di Teate andò distrutta nel IX secolo, quando si ribellò al dominio di Pipino dei Franchi, nonostante i tentativi del diplomatico Conte Roselmo di pacificazione. Nell'801 fu invasa da Pipino d'Italia e data alle fiamme. Molti edifici storici furono irrimediabilmente danneggiati, compresa la primitiva Cattedrale.
L'intero territorio dell'odierna provincia teatina andò, per l'amministrazione religiosa, in mano agli antichi monasteri laziali di Farfa e Montecassino. Una parte dall'872 andrà in gestione all'abbazia di San Clemente a Casauria, mentre la zona costiera nel IX secolo, in particolar modo Pescara o Aterno checché si dica, all'abbazia di San Giovanni in Venere. Oltre alla diocesi Teatina, nacquero dal IV secolo la diocesi Histoniense, la Vasto odierna, con la sede presso la chiesa di Sant'Eleuterio (sopra cui venne eretta la collegiata di Santa Maria Maggiore), della quale fu vescovo Melazio, menzionato in una lettera di Gregorio Magno del 596 o del 601, di cui si ha notizia nella cronotassi dei Vescovi di Ostuni e ad Ortona, presso la basilica di Santa Maria degli Angeli (oggi San Tommaso), come riportato in lettere del papa Gregorio Magno. Nel periodo longobardo, intorno l'anno 840 d.C. circa, si citano i vescovi teatini Trasmondo e Teodorico, che ebbero in possesso alcuni monasteri del territorio.
 Dall'840, nei registri del vescovo Teodorico d'Ortona, si ha menzione di Chieti, già quasi ricostruita completamente dopo il sacco di Pipino nell'801, e con una diocesi già molto potente nel possedimento di terreni e chiese nell'area dell'Alento-Pescara. Nel documento sono citate le chiese di San Tommaso, vale a dire la primitiva cattedrale, Sant'Agata dei Goti con l'ospizio, San Salvatore fuori le mura e la chiesa dei Santi Pietro e Paolo sopra i tempietti romani.
La città nuova si andò sviluppando dalla Civitella a Sud-Est, mentre la parte più antica si fortificò attorno al "pallonetto di San Paolo". Si trattava di un piccolo sobborgo composto da case addossate le une alle altre, con al centro la chiesa di San Paolo, ricavata dai tempietti. Piccolo rioni sorsero nelle vicinanze, come Castellum Tribulianum, oggi rione Trivigliano - Santa Maria, il rione San Giovanni e Piano Sant'Angelo, fondati dai Longobardi e il quartiere Santa Caterina, poi San Gaetano, presso i tempietti.

### La Contea di Chieti, dall'inizio alla fine con Federico II
Chieti, grazie ai Longobardi, era divenuta ben presto una florida città nella zona dell'Abruzzo Citeriore, ma si trovò contesa nella guerra tra longobardi e franchi. I cadetti degli Ottoni di Sassonia, in città, dopo che era stata distrutta da Pipino nella guerra contro Grimoaldo, furono i membri della dinastia degli Attonidi (che governarono dal X secolo, metà del 900 d.C. dunque, sino all'XI secolo, con la battaglia di Ortona del 1075 contro i Normanni), che strinsero rapporti di politica e amicizia anche con i conti dei Marsi, proprietari di tutta la Marsica proprio nello stesso periodo di insediamento di Attone I a Chieti, acquistando terreni e città, tessendo rapporti con i principali monasteri, con scambi di feudi e chiese, e controllando insomma tutto l'Abruzzo meridionale, compresa la contea di Termoli a sud e Penne a nord.

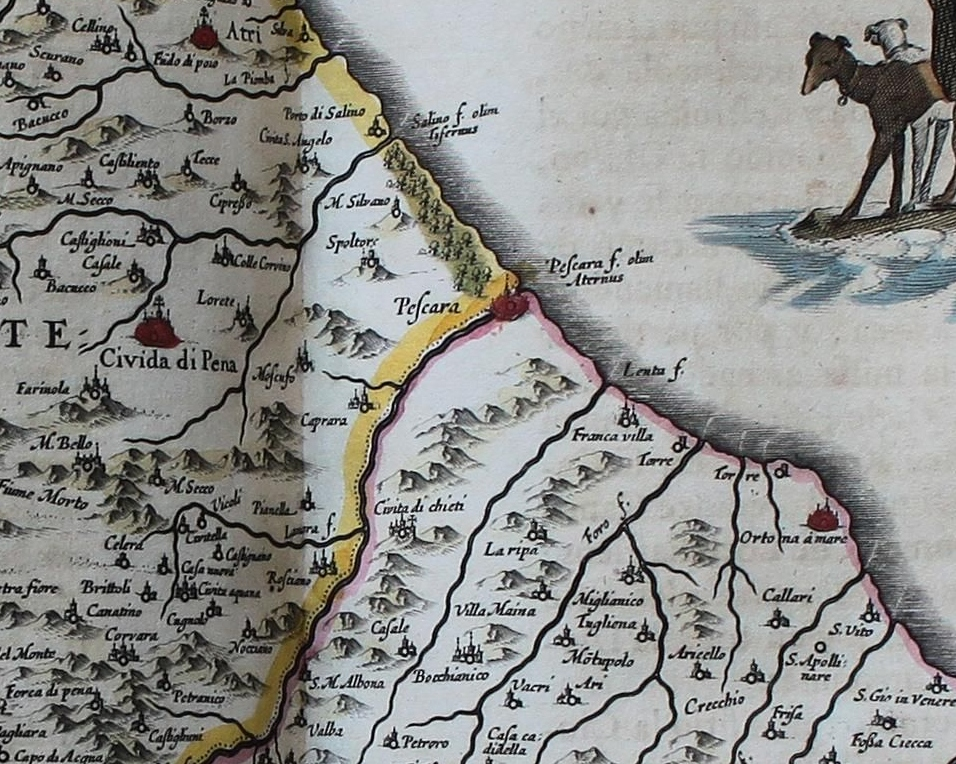
Carta dell'Abruzzo, datata 1659, in vista il fiume Pescara che divide l'Abruzzo settentrionale dal meridionale

In contemporanea con l'egemonia politica degli Attoni, che in città occuparono anche il potere religioso con la dinastia dei vescovi e conti Trasmondi, anche la diocesi Teatina acquistò il controllo su tutte le chiese dei castelli della valle, con alcune speciali eccezioni per i monasteri. L'imperatore Ludovico II, concedendo particolari benefici a San Clemente a Casauria che fondò nell'871, definì i confini del Pescara, del Trigno, dell'Adriatico e della Maiella riguardo al potere teatino, confini confermati poi dai suoi successori.
La "contea Teatina" si sviluppò alla fine del IX secolo con la dinastia degli Attoni, con capostipite il borgognone Attone I; il primo documento ufficiale circa il comitatus teatinus è del 938; ad Attone successe Attone II che governò Chieti dal 957 al 995. Appunto grazie a sapienti matrimoni, gli Attoni si arricchirono con vasti feudi, intavolando un'accorta politica con i principali monasteri di San Clemente, San Giovanni in Venere, Farfa, Montecassino e San Vincenzo al Volturno. In un placito del 935 Chieti è decisamente sotto il governo di Attone, il quale assunse il governo del distretto di Penne e Termoli. La fedeltà di Attone gli imperatori sassoni degli Ottoni apparve consolidata con Ottone II, e gli Attoni acquisirono ancor maggior potere dopo il crollo degli Ottoni e lo sfaldamento del ducato spoletino nell'XI secolo, gettando le basi della grande contea che diventerà l'Abruzzo Citeriore. In quest'epoca Chieti si consolidò anche dal punto di vista religioso con la dinastia del vescovo Trasmondo, che si impegnerà per l'edificazione di chiese, restauro di monasteri già esistenti, come San Giovanni in Venere e San Clemente, portando a termine l'opera del vescovo Teodorico riguardo alla fondazione della Diocesi Teatina, citata nell'840 come "canonica teatina" di San Tommaso.
Nel 938 si tentò di annettere un piccolo appezzamento di terra fuori dalla città, noto come Sant'Angelo di Montepiano (oggi Piano Sant'Angelo presso l'attuale Piazza Matteotti), che costituiva la via principale per i centri di Ripa Teatina e Bucchianico. Nel 972 sono documentati i possedimento di "castrum Spulturii" (Spoltore).
Chieti fu conquistata nell'XI secolo dai Normanni, come il resto dell'Italia meridionale: il conte Trasmondo III nella battaglia di Ortona (1076) perse il dominio della città contro i normanni di Roberto di Loritello. Nel 1065 la città risulta governata dal Vescovo Attone, che nel 1069 riconsacra la Cattedrale di San Giustino. Nel 1094 Chieti fu proclamata da Roberto il Guiscardo capitale degli Abruzzi, secondo il NicolinoChieti avrebbe raggiunto nuovo splendore nella ricostruzione proprio sotto di lui, e successivamente passò di potere al nipote Drogone d'Altavilla. Nell'ottobre del 1097 papa Urbano II fu ospite di Teate e vi predicò la crociata, spronando i crociati alla conquista di Gerusalemme e alla liberazione del Santo Sepolcro dal dominio musulmano.
Quando Federico II ebbe in potere l'Abruzzo, racchiuse tutto il territorio, facente ancora parte del Ducato di Spoleto e dell'ex-Ducato di Benevento in una sola unità, creando il Giustizierato d'Abruzzo nel 1233, con capitale Sulmona.

## La dinastia degli Attoni
Seguendo i testi di Laurent Feller Les Abruzzes médiévales (École Française de Rome, 1988), di Luigi Pellegrini Abruzzo medievale (Carlone editore, 1992) e di AA.VV. Chieti e la sua provincia, pubblicato dall'editrice "Provincia di Chieti", 1990, è possibile ricostruire la linea dinastica della famiglia provenzale degli Attoni che governò la contea di Chieti dal X secolo al XII, dal 950 al 1140. Le generazioni sono quattro, quella di Attone I, di Trasmondo, di Attone IV e di Attone VII.
- Attone I - documentato nel 957 come conte di Chieti, morto nel 995, sposa Adelguisa, figli: Jesulfa, Attone II, Alkeri (?), Trasmondo I duca e marchese (969, 979)
- Trasmondo I dal 932 al 989 come Trasmondo IV duca di Spoleto e marchese di Camerino, sposa Sikelgarda, figli: Gibburga, Ildebrando, Trasmondo II (981-1016), Attone III
- Trasmondo con Marozza (prima moglie) e Gisla (Seconda moglie): Attone IV (1017-34) e Landolfo
- Attone IV si sposa con Agata e poi con Gisla = Alberico, Purpura, Attone V, Trasmondo III (1032-1085) / Trasmondo IV diglio di Landolfo e di Albasia
- Attone VII figlio di Attone VI iglio di Trasmondo IV (1101-1116) si sposa con Rogata, figli: Enrico, Matteo, Roberto, Guglielmo, Attone, Tancredi

Le prime notizie risalgono alla monografia Antiquitates Frentanorum di Pietro Pollidori di Lanciano, in cui approfondisce in ampia parte la storia dell'abbazia di San Giovanni in Venere, parlando della fondazione da parte di un tal conte Trasmondo di Chieti, notizia riportata anche da Vincenzo Bindi, con diploma di Enrico III di Francia, sicuramente deve trattarsi di Trasmondo II.
Attone I di Chieti, figlio di un altro Attone, come si legge dal documento del Chronicon Casauriense che parla di lui, giunse nel 957 circa, per sorvegliare un terreno dell'abbazia di San Clemente, una decina d'anni dopo è a Bari per conto del duca di Spoleto, ed è nominato signore delle tre principali terre degli Abruzzi, quello aquilano, quello teramano, e quello teatino. Nel 993 fa una donazione all'abbazia di Montecassino, nel 995 è citato insieme a Oderisio dei Marsi conte di Celano preso Valva (basilica di San Pelino a Corfinio) per presiedere a un placito presso Hemelperto duca di Toscana).
Dei suoi figli, oltre ad Attone II che non riceve la successione dinastica nell'amministrazione temporale di Chieti, c'è Trasmondo, duca di Spoleto dal 983 al 989 circa, nel 970 si accorda con Ottone II di Sassonia per la riorganizzazione amministrativa del ducato, e Chieti grazie agli abili rapporti intessuti da Trasmondo diventa la città più fiorente degli Abruzzi. Trasmondo è il primo a stabilire un tessuto connettivo unitario con Spoleto, la Toscana e Montecassino per annettere a sé i vari domini, e contadi negli Abruzzi, governando anche le rocche bizantine sulla costa, in particolare Aternum, usata come una sorta di porto commerciale per Chieti. Le fonti principali sono il Chronicon di Gregorio di Catino dell'abbazia di Farfa.

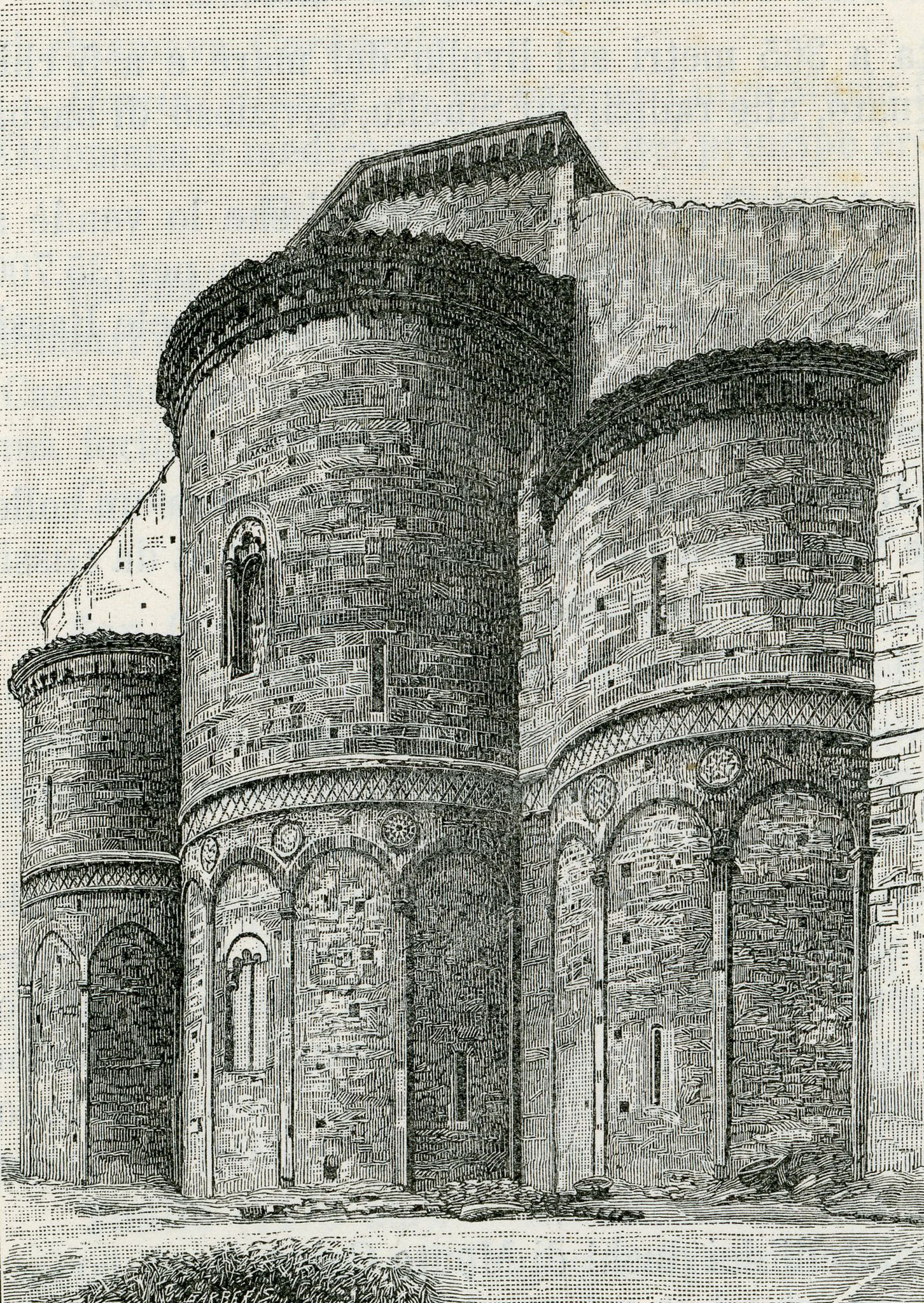
Incisione delle absidi di San Giovanni in Venere

A Trasmondo succede Attone III morto nel 991, cui succede Trasmondo II che diventa conte di Chieti dal 981 al 1016, nominato in un placito di Ottone I, citato anche dal cronista Giovanni di Berardo nel Chronicon di Casauria per reintegrare dei beni che sono stati usurpati da altri conti precedenti gli Attoni. Trasmondo II è colui che riorganizza i beni in Abruzzo per conto del nonno Attone e di Trasmondo, che era a Spoleto, nel 1022 presiede all'incontro con Enrico II di Francia presso Casauria, quando il re discese nel Mezzogiorno.
Con la quarta generazione degli Attoni, c'è una scissione bilaterale, da una parte i figli di Trasmondo II e dall'altra la dinastia di Landolfo
Attone IV figlio di Trasmondo (1017-34) viene citato in documenti di usurpazione di terreni presso il fiume Trigno nel sud Abruzzo, terre dell'abbazia di San Salvo (4000 moggi), nel 1032 Attone minaccia il conte di Termoli nella sua aggressiva politica di espansione; suo figlio Attone V, quando il padre viene incarcerato, tiene le redini della contea facendo una donazione riparatrice al monastero di Santa Maria delle Tremiti.
Trasmondo III si mantiene in buoni rapporti con la corona di Francia, nel 1056 presiede a Teramo a un placito, dove viene nominato come -"conte di Chieti". Trasmondo dovette sopportare l'invasione del conte normanno Roberto di Loritello, che bruciò Teramo per ribellione, la contea di Chieti fu aggregata nella contea di Loritello; nel 1085 fa delle donazioni al monastero di Farfa, collaborò con Loritello per mantenere il controllo della contea di Chieti.
Il ramo di Landolfo: con il fratello Trasmondo amministra Chieti, fa delle donazioni ai monasteri, nel 1022 a San Vincenzo al Volturno, ma nel 1028 in un atto di Montecassino è dato per morto. Succedono Trasmondo IV fino al 1058, poi il figlio Attone VI e VII, quest'ultimo nel 1116 sposa la vedova del conte Ugo Malmozzetto, signore della grande contea di Manoppello, ripudiando sua moglie.

### Metodi di governo degli Attoni
Come dimostrato da Feller, Pellegrini e nel volume Chieti e la sua provincia, la caratteristica più nota della dinastia degli Attoni fu la sapiente combinazione matrimoniale con altre famiglie locali, in modo da acquisire sempre più nuovi territori di controllo, mitigata anche dal rapporto di scambio e donazioni con i principali monasteri benedettini abruzzesi e molisano-laziali, in particolare Farfa, Montecassino, San Clemente a Casauria e San Vincenzo al Volturno. Gli Attoni entrarono in possesso anche di beni di Salerno, grazie ai loro rapporti matrimoniali.
In Abruzzo, a differenza dell'altra grande dinastia dei Conti di Valva (studiati da Cesare Rivera in Valva e' suoi Conti in Bullettino della Deputazione abruzzese di Storia patria, anno 1926), e dei Conti di Aprutium ossia Teramo (studiati da Francesco Savini in La Contea di Aprutio), la dinastia degli Attoni ha saputo trovare un perfetto equilibrio nella famiglia, almeno sino alla quarta generazione, recuperando il territorio acquisito con Attone I da parte di Ottone I, e organizzando il rapporto famigliare padre-figlio primogenito e figli, che venivano mandati a studiare presso il monastero di Casauria o alla proto cattedrale teatina di San Tommaso, dotata di scriptorium.
L'equilibrio di rapporti tra conti e monaci, e sovrano di Francia si interrompe quando Trasmondo III uccide il fratello Attone per la successione dinastica, è la dimostrazione di un disgregamento dell'ordinamento della famiglia, volto solo ad acquisire sempre più terreni non più con la mediazione diplomatica, ma con la violenza e l'usurpazione, la discesa dei Normanni di Roberto di Loritello, porterà la dinastia e la contea di Chieti al tracollo definitivo.
I rapporti, come detto, di donazioni, partecipazione ai placiti e agli incontri tra altri nobili, come si evince dai documenti, con altri signori della zona centrale degli Abruzzi, ossia la Val Pescara, come i Conti di Valva e quelli di Penne, favorirono lo sviluppo di costoro. La cerniera era appunto l'area nella gola della Majella presso Tocco da Casauria e Popoli, che non a caso fu subito fortificata e contesa tra signori di Chieti, Tocco, i Sansoneschi di Pescosansonesco e i signori di Valva. Queste rocche erano il prodotto finale di un complesso sistema di fortificazioni e incastellamenti (il castello di Popoli Terme ne è l'esempio più felice di villaggio fortificato nel castello con torre maestra) eretti nell'VIII-IX secolo a guardia dell'abbazia di San Clemente a Casauria e delle sue relative celle e terre di possedimento.
I problemi inizieranno con Attone IV che vede in Landolfo una minaccia alla stabilità dei possedimenti, e lo disereda.